# 卡拉塞塔
卡拉塞塔（義大利語：Calasetta），是意大利撒丁大区南撒丁省的一个市镇。总面积30.98平方公里，人口2919人，人口密度94.2人/平方公里（2009年）。ISTAT代码为107002。